# 郭天祿
郭天祿（1526年—？），字子學，定興縣人，直隸保定後衛軍籍，明朝政治人物。

## 生平
嘉靖三十七年（1558年）戊午科順天府鄉試第二十二名舉人。嘉靖三十八年（1559年）聯捷己未科會試第二百十五名，三甲第一百四十九名進士。授永新縣知縣，四十三年七月选授广西道试监察御史，四十四年十一月升山东按察司佥事，隆慶三年（1569年）九月升浙江布政司右参议，六年闰二月升本省按察司副使，以考察不及，萬曆六年（1578年）六月调山东副使，管理清军驿传。

## 家族
曾祖郭甫原；祖父郭本；父郭進，義官。前母田氏；前母韋氏；母胡氏。具庆下。兄安邑。弟禋、祚、悌。